# 王汝濂
王汝濂（1525年—1597年），字道原，號屏川，山西大同府懷仁縣城内人，明朝政治人物，隆慶辛未進士，萬曆間官至陝西副使。

## 生平
嘉靖四十年（1561年），山西鄉試第四十三名舉人，隆慶五年（1571年）登辛未科第三甲第二百三十五名進士。兵部觀政，称病告歸。家居七年，母亲去世后始就出仕，任户部主事，昌平管粮。萬曆十年（1582年）歷升员外郎、郎中，督饷密云，十四年升任陕西按察使司延安兵备副使。因有人袒护，未能审办当地一土豪，愤而罢官，称病归乡里。

## 家族
曾祖王智，百戶；祖父王瑛，百戶；父王繼，義官。母夏氏。慈侍下。三子：王橘、王枫、王桂。